# Football en Pologne
Le football en Pologne (piłka nożna en polonais, à prononcer /ˈpʲiwka ˈnɔʒna/) est très populaire et très répandu. Il est en effet le sport le plus pratiqué, avec plus de 400 000 joueurs réguliers et environ un million de pratiquants occasionnels. Il est apparu au tout début du XXe siècle, et sa pratique s'est accélérée avec la création du premier club officiel, le Cracovia, le 13 juin 1906, puis avec les bons résultats de la sélection nationale, deux fois troisième de la Coupe du monde et vainqueur des Jeux olympiques en 1972.
La fédération polonaise (PZPN), qui gère le football polonais depuis le 20 décembre 1919, s'occupe de l'équipe nationale depuis le 18 décembre 1921, date de son premier match contre la Hongrie à Budapest, conclu par une défaite un à zéro, et de la Coupe de Pologne depuis 1925, date de sa création.

## Équipe nationale

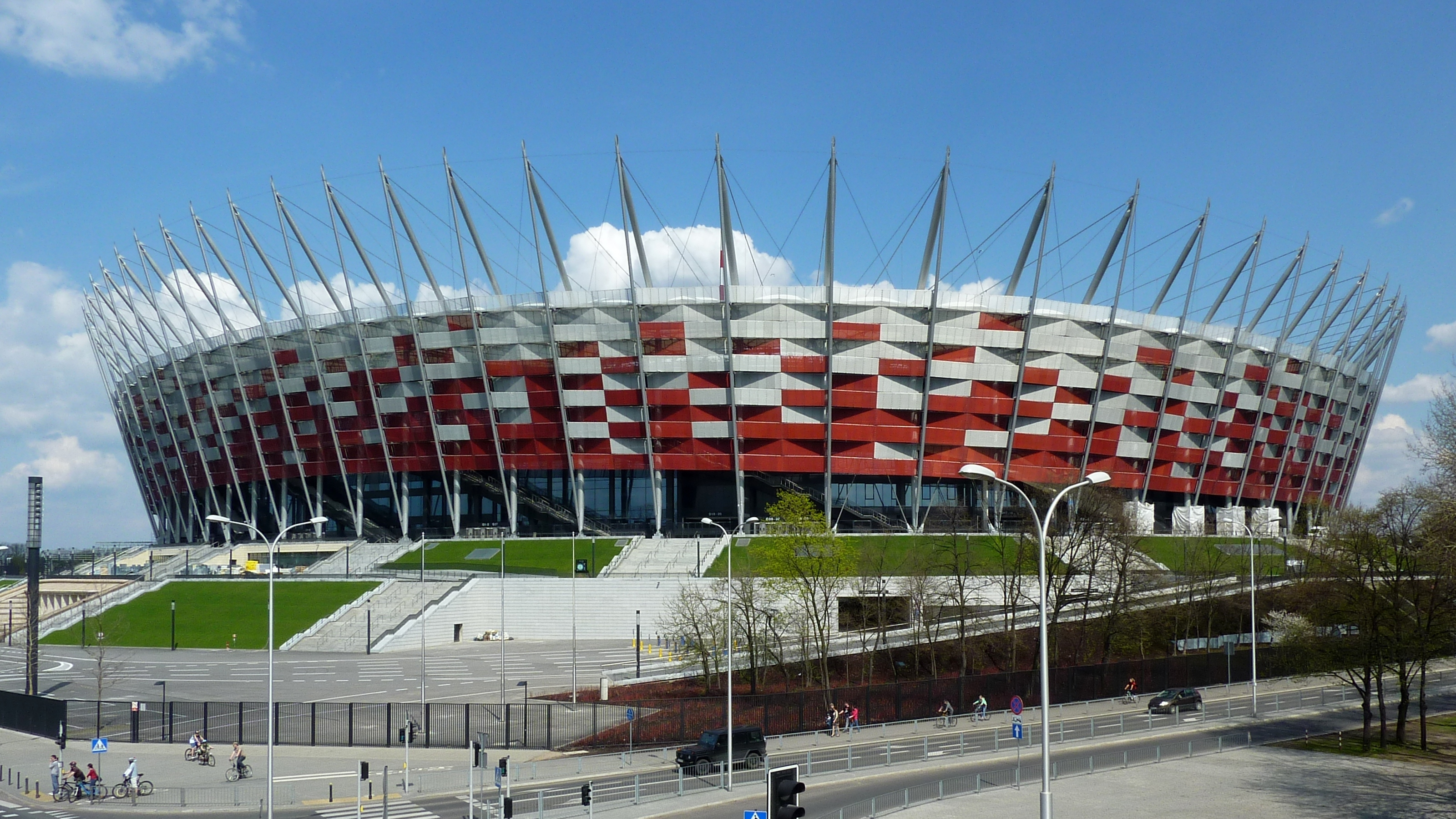
Le stade national, le 22 avril 2012.

L'équipe nationale est connue sous le surnom de « Białe Orły », signifiant « Aigle blanc ». Son premier match a lieu le 18 décembre 1921, et se solde sur une courte défaite un but à zéro contre la Hongrie. Jusqu'aux années 1970, la sélection a du mal à exister, et s'arrête à chaque fois au tour préliminaire des grandes compétitions mondiales. Mais grâce à une génération de footballeurs talentueux, comme le milieu de terrain Kazimierz Deyna, les attaquants Grzegorz Lato, Robert Gadocha et Andrzej Szarmach ou encore le gardien de but Jan Tomaszewski, l'équipe connaît son apogée lors de la décennie suivante, et obtient la médaille d'or aux Jeux olympiques de Munich en 1972, ce qui est le premier titre de son histoire. Qualifiée facilement pour le Mondial 1974, elle se signale une nouvelle fois et passe de peu à côté de la finale. Finalement, la Pologne se classe troisième. Médaillée d'argent aux JO de 1976, la sélection échoue une nouvelle fois en demi-finales de la Coupe du monde 1978 en Espagne. Absente ensuite de tous les évènements footballistiques, elle tente de se reconstruire pour accueillir l'Euro 2012, conclu finalement sur une élimination dès le premier tour. Elle évolue actuellement sous les ordres d'Adam Nawałka.

## Organisation
| De        | À         | Niveau I    | Niveau II | Niveau III | Niveau IV | Niveau V |
| --------- | --------- | ----------- | --------- | ---------- | --------- | -------- |
| 1921      | 1945      | Liga        |           |            |           |          |
| 1945      | 1948      | Liga        | II liga   | A Klasa    |           |          |
| 1949      | 2000-2001 | I liga      | II liga   | III liga   |           |          |
| 2000-2001 | 2007-2008 | I liga      | II liga   | III liga   | IV liga   | V liga   |
| 2008-2009 | ...       | Ekstraklasa | I liga    | II liga    | III liga  | IV liga  |

- Championnat national
- Championnat régional

En parallèle à ces championnats, la Coupe de Pologne est organisée avec un système de play-off et d'élimination directe. Dans les premiers tours, seules les équipes évoluant dans les divisions mineures se rencontrent. Au fur et à mesure des tours, les équipes des divisions nationales entrent en lice. 
Le vainqueur de la Coupe de Pologne et le champion de D1 s'affrontent pour remporter la Supercoupe de Pologne.

## Clubs

### Les plus importants en Pologne
- Górnik Zabrze (14 titres de champion, finaliste de la C2)
- Legia Varsovie (14 titres, demi-finaliste de la C1)
- Ruch Chorzów (14 titres)
- Wisła Cracovie (13 titres)
- Lech Poznań (6 titres)
- Widzew Łódź (4 titres, demi-finaliste de la C1)

## Stades de plus de30 000places
- Stade national, Varsovie : 58 145 places
- Stade de Silésie, Chorzów : 55 211 places
- Stade municipal, Wrocław : 42 771 places
- PGE Arena, Gdańsk : 42 105 places
- Stade INEA, Poznań : 41 609 places
- Stade olympique[Note 1], Wrocław : 35 000 places
- Stade Henryk Reyman, Cracovie : 33 326 places
- Stade de l'armée polonaise, Varsovie : 31 103 places